# Anne-Claude-Philippe, conde de Caylus
Anne-Claude-Philippe de Tubières-Grimoard de Pestels Levieux de Lévis de Caylus, mais conhecido como Conde de Caylus (Paris, 31 de outubro de 1692 - 5 de setembro de 1765), foi um antiquário, artista, literato, militar e nobre da França. Também detinha os títulos de Marquês d'Esternay e Barão de Bransac.
Era filho do lugar-tenente-general Anne de Tubières, conde de Caylus, e de Marthe-Marguerite Le Valois de Villette de Mursay, filha do marquês de Villette-Mursay. Quando jovem distinguiu-se nas campanhas militares do exército francês, entre 1709 e 1714, e depois viajou pela Europa, devotando-se ao estudo das antiguidades e da história da arte, campos onde se tornou uma autoridade, desenvolvendo também seus talentos próprios como pintor e gravurista.
Entre seus escritos estão:
- Recueil d'antiquités égyptiennes, étrusques, grècques, romaines et gauloises, Paris, 1752-1755, em seis volumes e ilustrado, que se tornou uma fonte essencial para os artistas neoclássicos,
- Numismata Aurea Imperatorum Romanorum,
- Mémoire, 1755, sobre a pintura em encáustica
- Œuvres badines complètes, Amsterdam, 1787

Postumamente foram publicados:
- Souvenirs du comte de Caylus, 1805, de autenticidade duvidosa,
- Correspondance du comte de Caylus avec le père Paciaudi, 1877